# Dysauxes bipunctata
Dysauxes bipunctata là một loài bướm đêm thuộc phân họ Arctiinae, họ Erebidae.